# Кіхрей
Кіхрей (дав.-гр. Κυχρεύς) — персонаж давньогрецької міфології, цар Саламіна, син Посейдона і німфи Саламіни, батько Главки (мати невідома), першої дружини Теламона, і Харікло, яку йому поза шлюбом народила німфа Стільбе. 
Згідно з більшістю джерел став царем Саламіна після вбивства великого змія, що здійснював спустошливі навали на острів. Але він зберіг у себе змієня, поведінка якого була не менш руйнівною; поки його не вигнав з острова Еврілох, супутник Одіссея. Після вигнання змієня богиня Деметра прийняла в Елевсін. Кіхрей назвав острів на честь матері, хоча його також називали Кіхреєм. Дожив до глибокої старості, не мав синів, тому після смерті Кіхрея і Главки трон успадкував її чоловік Теламон. 
На Саламіні було святилище Кіхрея. В Афінах йому надавали божеські почесті, Солон перед битвою з мегарцями близько 600 року до н. е. приніс йому жертви. Під час Саламінської битви начебто з'явився у вигляді змія. 
За іншими джерелами змієм за жорстокість звали самого Кіхрея і що, вигнаний Еврілохом, він знайшов притулок в Елевсіні, де йому довірили невелику посаду при святилищі Деметри.